# Neoceroplatus delamarei
Neoceroplatus delamarei är en tvåvingeart som beskrevs av Loïc Matile 1982. Neoceroplatus delamarei ingår i släktet Neoceroplatus och familjen platthornsmyggor. Inga underarter finns listade i Catalogue of Life.